# Czesław Wróblewski (lekkoatleta)
Czesław Wróblewski (ur. w 1961) – polski lekkoatleta, specjalizujący się w biegach sprinterskich.

## Osiągnięcia
- Mistrzostwa Polski seniorów w lekkoatletyce
  - Łódź 1980 – brązowy medal w biegu na 200 m

## Rekordy życiowe
- bieg na 100 metrów
  - stadion – 10,4 (Zielona Góra 1980)
- bieg na 200 metrów
  - stadion – 20,8 (Łódź 1981)